# Káli László (szakíró)
Káli László, Diószeghy Káli (Nagyvárad, 1946. november 9. –) magyar földrajzi író, közíró és költő.

## Életútja
Középiskoláit Nagyváradon végezte (1964), a Babeș–Bolyai Tudományegyetemen földrajz szakos tanári oklevelet szerzett (1977). Földrajzot tanított Sepsiszentgyörgyön, majd 1978 szeptemberétől a Kovászna megyei Turisztikai Hivatal tisztviselője.
Első írása a nagyváradi Fáklyában jelent meg (1971). Kritikákat, recenziókat, földrajzi és környezetvédelmi cikkeket, humoreszkeket, versekett rendszeresen közölt a Megyei Tükör, Cuvîntul Nou, Fórum, Orizontul, A Hét, Munkásélet, Falvak Dolgozó Népe hasábjain. Sorozata A cseppkövek világában (Fáklya, 1975–76) és A világ tetején (Megyei Tükör, 1980–81).
Társszerzőkkel közösen szerkesztette a Kovászna megyei Turisztikai Hivatal kétnyelvű reklámújságját (Turismul Covăsnean–Turisztikai Híradó); társszerzője több Kovászna megyéről, ill. a megye fürdőhelyeiről készült idegenforgalmi kiadványnak. Összeállította Sepsiszentgyörgy első turisztikai zsebtérképét. A leghíresebb barlangokról készült ismertetőit a marosvásárhelyi rádióadó sorozatban közvetítette (1981).

## Művei
- Résnyi boldogság; szerzői, s.l., 2008